# Nils Arehn

Nils Arehn som kung Gustaf II Adolf i skådespelet Gustaf Adolf på Djurgårdscirkus i Stockholm, 1912.

Nils Oscar Gerhard Arehn, född 30 december 1877 i Sundsvall, död 1 april 1928 i S:t Matteus församling, Stockholm, var en svensk skådespelare. Han var dotterson till Lars Hjortsberg, far till Ingrid Arehn och är morfar till Mats Arehn.

## Liv och verksamhet
Arehn var son till trafikinspektören Anders Oskar Leonard Arehn och Gurli Katarina Gustava Hjortsberg. Han studerade vid Sundvalls högre allmänna läroverk och Jakobs lägre allmänna läroverk 1887–1892. Han studerade skådespeleri för Hedvig Raa-Winterhjelm 1898–1900. 
Arehn var därefter anställd vid Dramatiska teatern 1900–1906, vid Svenska teatern 1906–1914, vid Albert Ranftts landsortsturné 1916–1917 och vid Lorensbergsteatern i Göteborg 1917–1920.
1912 spelade han kung Gustaf II Adolf i skådespelet Gustaf Adolf på Djurgårdscirkus i Stockholm.
Han filmdebuterade 1913 och kom att medverka i omkring 25 filmer.
Arehn avled 1928 i lunginflammation. Han är begravd på Norra begravningsplatsen i Stockholm.

## Familj

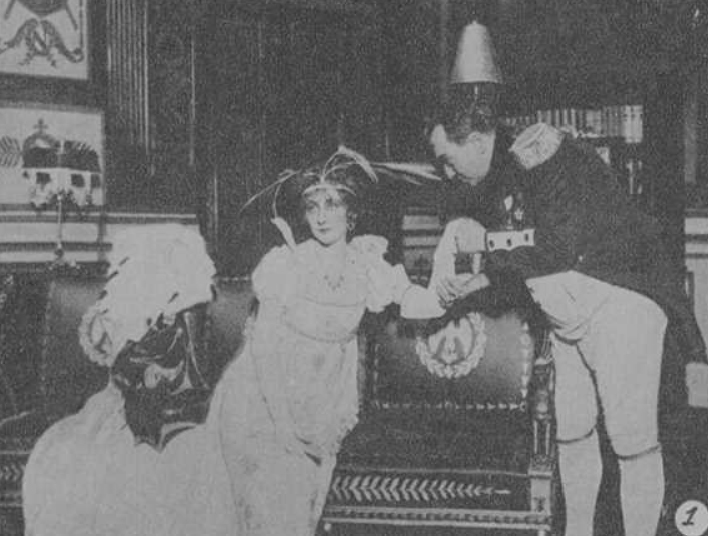
Nils Arehn och Maja Ljunggren i Madame Sans-Gêne.

Nils Arehn var gift med skådespelaren Jenny Anna Maria "Maja" Ljunggren (1878–1921), dotter till fanjunkaren, gaskontrollören Gustav Adolf Ljunggren och Emma Götilda Hellberg samt omgift med Einar Axelsson. I detta äktenskap hade Nils Arehn två barn: Ingeborg Anna Birgitta (1902–1924) och Nils Oskar Gustav (1905–1906).
Efter skilsmässa gifte han 1919 om sig med Karin Amalia Bergqvist (1890–1975), omgift med konstnären Bertil Bull Hedlund samt dotter till tobakshandlaren Fridburg Vilhelm Bergqvist och Anna Charlotta Andersson.

## Filmografi
- 1913 – Livets konflikter
- 1913 – De lefvande dödas klubb
- 1914 – Dömen icke
- 1917 – Tösen från Stormyrtorpet
- 1918 – Berg-Ejvind och hans hustru
- 1919 – Hans nåds testamente
- 1919 – Hemsöborna
- 1919 – Surrogatet
- 1920 – Carolina Rediviva
- 1920 – Karin Ingmarsdotter
- 1920 – Fiskebyn
- 1921 – Körkarlen
- 1922 – Amatörfilmen
- 1922 – Thomas Graals myndling
- 1923 – Mälarpirater
- 1924 – 33.333
- 1924 – Unge greven ta'r flickan och priset
- 1925 – Damen med kameliorna
- 1925 – Två konungar
- 1925 – Flygande holländaren
- 1925 – Kalle Utter
- 1925 – Ingmarsarvet
- 1926 – Mordbrännerskan
- 1926 – Flickan i frack
- 1926 – Till Österland
- 1927 – Trollälgen
- 1927 – Hin och smålänningen
- 1927 – Bara en danserska
- 1928 – Gustaf Wasa del II

## Teater

### Roller (ej komplett)
| År   | Roll                   | Produktion | Regi             | Teater                     |
| ---- | ---------------------- | --- | ---------------- | -------------------------- |
| 1901 | Gaiac                  | Sällskap där man har tråkigt Édouard Pailleron                                                                             |                  | Dramatiska Teatern         |
| 1901 | Pagen                  | Bianca Capello Per Hallström                                                                                               |                  | Dramatiska Teatern         |
| 1902 | Emanuel Swedenborg     | Karl XII August Strindberg                                                                                                 |                  | Dramatiska Teatern         |
| 1903 | Kolbe                  | Guld och gröna skogar Tor Hedberg                                                                                          |                  | Dramatiska Teatern         |
| 1903 | Tommy                  | Som blad för stormen Giuseppe Giacosa                                                                                      |                  | Dramatiska Teatern         |
| 1904 | Nero                   | Nero |                  | Dramatiska Teatern         |
| 1905 | Germain Sabrier        | Antoinette Sabrier Romain Coolus                                                                                           |                  | Dramatiska Teatern         |
| 1905 | Georg Heyman           | Lynggaard & C:o Hjalmar Bergstrøm                                                                                          |                  | Dramatiska Teatern         |
| 1905 | Cyrano de Bergerac     | Cyrano de Bergerac Edmond Rostand                                                                                          |                  | Dramatiska Teatern         |
| 1906 |                        | Far och son Gustav Esmann                                                                                                  |                  | Dramatiska Teatern         |
| 1906 |                        | Uppgörelse Ignatij Nikolajevitj Potapenko                                                                                  |                  | Dramatiska Teatern         |
| 1906 |                        | Svärmor Léon Gandillot |                  | Vasateatern                |
| 1906 |                        | Rosenlogen Rudolph Lothar                                                                                                  |                  | Vasateatern                |
| 1906 |                        | Bankrutt Felix Philippi |                  | Vasateatern                |
| 1907 |                        | Fernands giftermål Georges Feydeau                                                                                         |                  | Vasateatern                |
| 1907 | Kammartjänare Lutz     | Gamla Heidelberg Wilhelm Meyer-Förster                                                                                     |                  | Svenska teatern, Stockholm |
| 1907 |                        | Kronbruden August Strindberg, regi Victor Castegren                                                                        |                  | Svenska teatern, Stockholm |
| 1907 |                        | Henrik IV William Shakespeare                                                                                              |                  | Svenska Teatern            |
| 1907 | Napoleon Bonaparte     | Vackra Marseillesiskan Pierre Berton                                                                                       |                  | Vasateatern                |
| 1907 |                        | Lika barn leka bäst Roberto Bracco                                                                                         |                  | Vasateatern                |
| 1907 |                        | Telefonhemligheter Herman Hanslleiter och Max Reiman                                                                       |                  | Djurgårdsteatern           |
| 1907 |                        | Johannes Hermann Sudermann                                                                                                 |                  | Svenska teatern, Stockholm |
| 1907 | Biskop Brask           | Mäster Olof August Strindberg                                                                                              |                  | Svenska teatern, Stockholm |
| 1908 |                        | En vintersaga William Shakespeare                                                                                          |                  | Svenska teatern, Stockholm |
| 1908 | Pappan                 | Tjuven Max Bernstein |                  | Svenska teatern, Stockholm |
| 1908 | Elis Schröderheim      | Två konungar Ernst Didring                                                                                                 |                  | Svenska teatern, Stockholm |
| 1908 |                        | Under epåletten Arthur Bernède                                                                                             |                  | Svenska teatern, Stockholm |
| 1908 | Sir George Crofts      | Mrs Warrens yrke George Bernard Shaw                                                                                       |                  | Svenska teatern, Stockholm |
| 1909 | Polisbetjänten         | Den röda hanen Palle Rosenkrantz                                                                                           |                  | Svenska teatern, Stockholm |
| 1909 | Birger Jarl            | Bjälbojarlen August Strindberg                                                                                             | Victor Castegren | Svenska teatern, Stockholm |
| 1909 | Biskopen av Lancashire | Tjänaren i huset Charles Rann Kennedy                                                                                      | Victor Castegren | Svenska teatern, Stockholm |
| 1909 | Läroverksadjunkten     | Moral Ludwig Thoma |                  | Svenska teatern, Stockholm |
| 1909 |                        | Trohetseden Oscar Blumenthal                                                                                               |                  | Vasateatern                |
| 1909 | Pastorn                | Djävulens lärjunge George Bernard Shaw                                                                                     | Karl Hedberg     | Svenska teatern, Stockholm |
| 1909 | Bourdier               | Kungen Gaston Arman de Caillavet, Robert de Flers och Emmanuel Arène                                                       |                  | Svenska teatern, Stockholm |
| 1910 | Ryttmästaren           | Karlavagnen Tor Hedberg |                  | Svenska teatern, Stockholm |
| 1910 | Den ädle narren        | Nils Ehrensköld Gustaf von Horn                                                                                            |                  | Svenska teatern, Stockholm |
| 1910 | Lektorn                | Örnarna Ernst Didring | Karl Hedberg     | Svenska teatern, Stockholm |
| 1910 |                        | Chokladdockan Paul Gavault                                                                                                 |                  | Svenska teatern, Stockholm |
| 1910 |                        | Högre politik Richard Skowronnek                                                                                           |                  | Svenska teatern, Stockholm |
| 1910 |                        | De ungas förbund Henrik Ibsen                                                                                              |                  | Svenska teatern, Stockholm |
| 1911 | Kammartjänare Lutz     | Gamla Heidelberg Wilhelm Meyer-Förster                                                                                     |                  | Svenska teatern, Stockholm |
| 1911 | Octavio Piccolomini    | Wallenstein Friedrich Schiller                                                                                             | Gunnar Klintberg | Svenska teatern, Stockholm |
| 1911 | Sintram                | Gösta Berlings saga Selma Lagerlöf                                                                                         | Albert Ranft     | Svenska teatern, Stockholm |
| 1911 | Advokaten              | En hustru för mycket Francis de Croisset                                                                                   | Gunnar Klintberg | Svenska teatern, Stockholm |
| 1911 | Kritikern              | Gardesofficeren Ferenc Molnár                                                                                              | Gunnar Klintberg | Svenska teatern, Stockholm |
| 1911 | Tompson, advokat       | Den starkaste Clyde Fitch                                                                                                  | Gunnar Klintberg | Svenska teatern, Stockholm |
| 1911 |                        | Den gamla goda tiden: Stockholmsbilder från 1830-talet Berndt Fredgren (pseudonym för Peter Fristrup och Hjalmar Selander) |                  | Svenska teatern, Stockholm |
| 1912 | Nero                   | Quo Vadis? Henryk Sienkiewicz                                                                                              |                  | Svenska teatern, Stockholm |
| 1912 | Furst Klausthal-Agorda | De fem frankfurtarna Carl Rössler                                                                                          |                  | Svenska teatern, Stockholm |
| 1914 | Thibaut d'Arc          | Jungfrun av Orléans Friedrich Schiller                                                                                     |                  | Svenska teatern, Stockholm |
| 1915 | Sir John Falstaff      | Muntra fruarna i Windsor William Shakespeare                                                                               | Emil Grandinson  | Intima teatern             |
| 1917 |                        | Angele Otto Erich Hartleben                                                                                                | Gustaf Linden    | Lorensbergsteatern         |
| 1917 | Jöran Persson          | Erik XIV August Strindberg                                                                                                 |                  | Lorensbergsteatern         |
| 1919 |                        | Sanningen Clyde Fitch | Per Lindberg     | Lorensbergsteatern         |
| 1919 | Hertigen               | Segergudinnan Ernst Didring                                                                                                |                  | Intima teatern             |
| 1920 | Claude Leblanc         | Aigretten Dario Niccodemi                                                                                                  | Einar Fröberg    | Intima teatern             |
| 1920 | Pascal Dellanoy        | För mycket kärlek Georges de Porto-Riche                                                                                   | Emil Grandinson  | Intima teatern             |
| 1920 | Hornblower             | Öga för öga John Galsworthy                                                                                                | Einar Fröberg    | Intima teatern             |
| 1920 | Adolphe Bellanger      | Min far hade rätt Sacha Guitry                                                                                             | Einar Fröberg    | Intima teatern             |
| 1922 | Gerald Fitzgerald      | Nu kommer madame Gilda Varesi och Dolly Byrne                                                                              | Nils Arehn       | Blancheteatern             |
| 1922 | Max Enke               | Babyn (Das Baby) Hans Sturm och Fritz Jakobstedter                                                                         | Nils Arehn       | Blancheteatern             |
| 1925 |                        | Brutna vingar Pierre Wolff                                                                                                 | Gunnar Klintberg | Vasateatern                |
| 1925 | Kyrkoherden            | Det stora barndopet Oskar Braaten                                                                                          | Pauline Brunius  | Vasateatern                |
| 1926 |                        | De nya herrarna Robert de Flers och Francis de Croisset                                                                    | Gunnar Klintberg | Vasateatern                |
| 1926 | Oberon Kjellman        | Morfars hus Ejnar Smith | Gunnar Klintberg | Vasateatern                |
| 1926 |                        | Hjälten på den gröna ön John Millington Synge                                                                              | Per Lindberg     | Komediteatern              |
| 1927 | Rabbi                  | Dibbuk S. Ansky | Robert Atkins    | Oscarsteatern              |
| 1927 |                        | Spelet om kärleken och döden Romain Rolland                                                                                | Rune Carlsten    | Oscarsteatern              |
| 1928 | Dag                    | Daglannet Bjørnstjerne Bjørnson                                                                                            | Pauline Brunius  | Oscarsteatern              |
| 1928 | Revisor Anderberg      | Rötmånad Erik Lindorm | John W. Brunius  | Oscarsteatern              |

### Regi (ej komplett)
| År   | Produktion       | Upphovsmän                        | Teater         |
| ---- | ---------------- | --------------------------------- | -------------- |
| 1922 | Nu kommer madame | Gilda Varesi och Dolly Byrne      | Blancheteatern |
| 1922 | Babyn Das Baby   | Hans Sturm och Fritz Jakobstedter | Blancheteatern |

### Fotnoter
1. 1 2  Sveriges Dödbok 1901–2009, DVD-ROM, Version 5.00, Sveriges Släktforskarförbund (2010).
2. 1 2  ”Nils Arehn”. Svensk Filmdatabas. http://www.sfi.se/sv/svensk-filmdatabas/Item/?type=PERSON&itemid=57628&ref=%2ftemplates%2fSwedishFilmSearchResult.aspx%3fid%3d1225%26epslanguage%3dsv%26searchword%3dNils+Ar%C3%A9hn%26type%3dPerson%26match%3dBegin%26page%3d1%26prom%3dFalse. Läst 24 september 2012.
3. ↑  ”Ingrid Arehn”. Svensk Filmdatabas. http://www.sfi.se/sv/svensk-filmdatabas/Item/?type=PERSON&itemid=58716&ref=%2ftemplates%2fSwedishFilmSearchResult.aspx%3fid%3d1225%26epslanguage%3dsv%26searchword%3dIngrid+Arehn%26type%3dPerson%26match%3dBegin%26page%3d1%26prom%3dFalse. Läst 24 september 2012.
4. 1 2 3  Rotemannen, CD-ROM, Sveriges Släktforskarförbund/Stockholms Stadsarkiv (2012).
5. ↑  O. Rabenius: Nils O G Arehn i Svenskt biografiskt lexikon (1920)
6. ↑  Arehn, Mats (2011). Vita lögner: Motståndsman steker fläsk : fler vita lögner. Visby: Nomen. sid. 1:40. Libris 12301003. ISBN 978-91-7465-267-3
7. ↑  Hitta graven
8. ↑  Arehn, Mats (2011). Vita lögner: Motståndsman steker fläsk : fler vita lögner. Visby: Nomen. sid. 20. Libris 12301003. ISBN 978-91-7465-267-3
9. ↑  Sveriges befolkning 1890, CD-ROM, Version 1.02, Sveriges Släktforskarförbund/SVAR (2003).
10. ↑  ”Sällskap där man har tråkigt”. Musikverket. http://calmview.musikverk.se/CalmView/Record.aspx?src=CalmView.Catalog&id=H12_009&pos=15. Läst 23 oktober 2015.
11. ↑  ”Bianca Capello”. Musikverket. http://calmview.musikverk.se/CalmView/Record.aspx?src=CalmView.Catalog&id=HelledayA12S2%3a003. Läst 24 oktober 2015.
12. ↑  ”Karl XII”. Musikverket. http://calmview.musikverk.se/CalmView/Record.aspx?src=CalmView.Catalog&id=HelledayA13S15%3a030. Läst 23 oktober 2015.
13. ↑  ”Guld och gröna skogar”. Musikverket. http://calmview.musikverk.se/CalmView/Record.aspx?src=CalmView.Catalog&id=H15_012&pos=4. Läst 24 oktober 2015.
14. ↑  ”Som blad för stormen”. Musikverket. http://calmview.musikverk.se/CalmView/Record.aspx?src=CalmView.Catalog&id=H14_046&pos=2. Läst 23 oktober 2015.
15. ↑  ”Nero”. Musikverket. http://calmview.musikverk.se/CalmView/Record.aspx?src=CalmView.Catalog&id=HelledayA15S8%3a015&pos=39. Läst 23 oktober 2015.
16. ↑  Ernst Högman (1905). Frithiof Hellberg. red. ”Teater och musik”. Idun: Illustrerad tidning för kvinnan och hemmet (Stockholm: Frithiof Hellberg) 18 (41):  sid. 523. Arkiverad från originalet den 19 november 2015. https://web.archive.org/web/20151119075639/http://www.ub.gu.se/fasta/laban/erez/kvinnohistoriska/tidskrifter/idun/1905/pdf/1905_41.pdf. Läst 18 november 2015.
17. ↑  Johan Nordling (1905). Frithiof Hellberg. red. ”Teater och musik”. Idun: Illustrerad tidning för kvinnan och hemmet (Stockholm: Frithiof Hellberg) 18 (44):  sid. 559. Arkiverad från originalet den 19 november 2015. https://web.archive.org/web/20151119181607/http://www.ub.gu.se/fasta/laban/erez/kvinnohistoriska/tidskrifter/idun/1905/pdf/1905_44.pdf. Läst 19 november 2015.
18. ↑  Ernst Högman (1905). Frithiof Hellberg. red. ”Teater och musik”. Idun: Illustrerad tidning för kvinnan och hemmet (Stockholm: Frithiof Hellberg) 18 (51):  sid. 658. Arkiverad från originalet den 4 mars 2016. https://web.archive.org/web/20160304203514/http://www.ub.gu.se/fasta/laban/erez/kvinnohistoriska/tidskrifter/idun/1905/pdf/1905_51.pdf. Läst 19 november 2015.
19. ↑  Ernst Högman (1906). Frithiof Hellberg. red. ”Teater och musik”. Idun: Illustrerad tidning för kvinnan och hemmet (Stockholm: Frithiof Hellberg) 19 (5):  sid. 59. https://gupea.ub.gu.se/bitstream/handle/2077/50374/gupea_2077_50374_1.pdf. Läst 19 november 2015.
20. ↑  Johan Nordling (1906). Frithiof Hellberg. red. ”Teater och musik”. Idun: Illustrerad tidning för kvinnan och hemmet (Stockholm: Frithiof Hellberg) 19 (13):  sid. 161. Arkiverad från originalet den 19 november 2015. https://web.archive.org/web/20151119233650/http://www.ub.gu.se/fasta/laban/erez/kvinnohistoriska/tidskrifter/idun/1906/pdf/1906_13.pdf. Läst 19 november 2015.
21. ↑  Frithiof Hellberg, red (1906). ”Teater och musik”. Idun: Illustrerad tidning för kvinnan och hemmet (Stockholm: Frithiof Hellberg) 19 (37):  sid. 452. Arkiverad från originalet den 20 november 2015. https://web.archive.org/web/20151120225815/http://www.ub.gu.se/fasta/laban/erez/kvinnohistoriska/tidskrifter/idun/1906/pdf/1906_37.pdf. Läst 20 november 2015.
22. ↑  Bo Bergman (9 oktober 1906). ”Teater, konst, litteratur”. Dagens Nyheter:  s. 3. http://arkivet.dn.se/arkivet/tidning/1906-10-09/13100a/3. Läst 2 augusti 2015.
23. ↑  ”Teater, konst, litteratur”. Dagens Nyheter:  s. 3. 5 november 1906. http://arkivet.dn.se/arkivet/tidning/1906-11-05/13127a/3. Läst 7 augusti 2015.
24. ↑  ”Teater, konst, litteratur”. Dagens Nyheter:  s. 3. 1 februari 1907. http://arkivet.dn.se/arkivet/tidning/1907-02-01/13212a/3. Läst 5 augusti 2015.
25. ↑  ”Teater, konst, litteratur”. Dagens Nyheter:  s. 2. 30 augusti 1907. http://arkivet.dn.se/arkivet/tidning/1907-08-30/13415A/2. Läst 4 augusti 2015.
26. ↑  Bo Bergman (15 september 1907). ”Svenska teaterns premiär i går”. Dagens Nyheter:  s. 2. http://arkivet.dn.se/arkivet/tidning/1907-09-15/13431A/2. Läst 4 augusti 2015.
27. ↑  ”'Henrik IV' på Svenska teatern”. Dagens Nyheter:  s. 2. 15 januari 1907. http://arkivet.dn.se/arkivet/tidning/1907-01-15/13195a/2. Läst 5 augusti 2015.
28. ↑  ”Teater, konst, litteratur”. Dagens Nyheter:  s. 3. 26 februari 1907. http://arkivet.dn.se/arkivet/tidning/1907-02-26/13237a/3. Läst 26 juli 2015.
29. ↑  ”Teater, konst, litteratur”. Dagens Nyheter:  s. 3. 17 april 1907. http://arkivet.dn.se/arkivet/tidning/1907-04-17/13284A/3. Läst 26 juli 2015.
30. ↑  Bo Bergman (2 juni 1907). ”Tre sommarrevyer”. Dagens Nyheter:  s. 2. http://arkivet.dn.se/tidning/1907-06-02/13328A/2. Läst 5 februari 2017.
31. ↑  ”Teater, konst, litteratur”. Dagens Nyheter:  s. 2. 25 november 1907. http://arkivet.dn.se/arkivet/tidning/1907-11-25/13502B/2. Läst 26 juli 2015.
32. ↑  Från Stockholms teatrar i Ord och Bild: illustrerad månadsskrift (1908) s. 127
33. ↑  Bo Bergman (15 december 1907). ”Svenska teatern: 'Mäster Olof'”. Dagens Nyheter:  s. 4. http://arkivet.dn.se/arkivet/tidning/1907-12-15/13522A/4. Läst 5 augusti 2015.
34. ↑  Bo Bergman (18 januari 1908). ”Svenska teatern: 'En vintersaga'”. Dagens Nyheter:  s. 2. http://arkivet.dn.se/arkivet/tidning/1908-01-18/13552A/2. Läst 5 augusti 2015.
35. ↑  Bo Bergman (15 februari 1908). ”Svenska teatern: Tjufven”. Dagens Nyheter:  s. 3. http://arkivet.dn.se/arkivet/tidning/1908-02-15/13580/3. Läst 4 augusti 2015.
36. ↑  Bo Bergman (12 mars 1908). ”Svenska teatern: 'Två konungar'”. Dagens Nyheter:  s. 3. http://arkivet.dn.se/arkivet/tidning/1908-03-12/13606A/3. Läst 4 augusti 2015.
37. ↑  ”Teater, konst, litteratur”. Dagens Nyheter:  s. 3. 18 augusti 1908. http://arkivet.dn.se/arkivet/tidning/1908-04-18/13641A/3. Läst 5 augusti 2015.
38. ↑  Från Stockholms teatrar i Ord och Bild: illustrerad månadsskrift (1909) s. 61
39. ↑  Bo Bergman (7 oktober 1908). ”Svenska teatern: 'Mrs Warrens yrke'”. Dagens Nyheter:  s. 3. http://arkivet.dn.se/arkivet/tidning/1908-10-07/13809a/3. Läst 5 augusti 2015.
40. ↑  ”Teater, konst, litteratur”. Dagens Nyheter:  s. 3. 29 december 1908. http://arkivet.dn.se/arkivet/tidning/1908-12-29/13890a/3. Läst 5 augusti 2015.
41. ↑  ”Teater, konst, litteratur”. Dagens Nyheter:  s. 2. 17 januari 1909. http://arkivet.dn.se/arkivet/tidning/1909-01-17/13907C/2. Läst 6 augusti 1909.
42. ↑  Bo Bergman (27 mars 1909). ”'Bjälbojarlen' på Svenskan”. Dagens Nyheter:  s. 2. http://arkivet.dn.se/arkivet/tidning/1909-03-27/13975A/2. Läst 6 augusti 1909.
43. ↑  Ariel (1909). Johan Nordling. red. ”Från scenen och estraden”. Idun: Illustrerad tidning för kvinnan och hemmet (Stockholm: Johan Nordling) 22 (18):  sid. 220. Arkiverad från originalet den 2 oktober 2015. https://web.archive.org/web/20151002004604/http://www.ub.gu.se/fasta/laban/erez/kvinnohistoriska/tidskrifter/idun/1909/pdf/1909_18.pdf. Läst 7 augusti 2015.
44. ↑  Bo Bergman (16 april 1909). ”Svenska teaterns amerikanska premiär i går”. Dagens Nyheter:  s. 3. http://arkivet.dn.se/arkivet/tidning/1909-04-16/13993a/3. Läst 7 augusti 2015.
45. ↑  Bo Bergman (2 maj 1909). ”'Moral' – verklig framgång äfven här”. Dagens Nyheter:  s. 4. http://arkivet.dn.se/arkivet/tidning/1909-05-02/14009a/4. Läst 7 augusti 2015.
46. ↑  Bo Bergman (14 september 1909). ”Teater, konst, litteratur”. Dagens Nyheter:  s. 4. http://arkivet.dn.se/arkivet/tidning/1909-09-14/14141/4. Läst 7 augusti 2015.
47. ↑  Bo Bergman (28 november 1909). ”Svenska teaterns senaste Shawpjäs”. Dagens Nyheter:  s. 9. http://arkivet.dn.se/arkivet/tidning/1909-11-28/14216/9. Läst 7 augusti 2015.
48. ↑  Från Stockholms teatrar i Ord och Bild: illustrerad månadsskrift (1909) s. 656
49. ↑  Bo Bergman (2 mars 1910). ”Tor Hedbergs-programmet på Svenska teatern”. Dagens Nyheter:  s. 7. http://arkivet.dn.se/arkivet/tidning/1910-03-02/14306/7. Läst 7 augusti 2015.
50. ↑  Bo Bergman (7 mars 1910). ”Gustaf Horns 'Nils Ehrensköld' på Svenska teatern i går”. Dagens Nyheter. Läst 7 augusti 2015.
51. ↑  Bo Bergman (17 april 1910). ”Premiären på Didrings 'Örnarna' en betydande succès”. Dagens Nyheter:  s. 1. http://arkivet.dn.se/arkivet/tidning/1910-04-17/14349/1. Läst 7 augusti 2015.
52. ↑  Bo Bergman (8 maj 1910). ”Svenska teaterns nyaste program”. Dagens Nyheter:  s. 7. http://arkivet.dn.se/arkivet/tidning/1910-05-08/14369/7. Läst 8 augusti 2015.
53. ↑  ”Teater, konst, litteratur”. Dagens Nyheter:  s. 6. 30 augusti 1910. http://arkivet.dn.se/arkivet/tidning/1910-08-30/14481/6. Läst 8 augusti 2015.
54. ↑  ”Teater, konst, litteratur”. Dagens Nyheter:  s. 7. 24 september 1910. https://arkivet.dn.se/sok/?searchTerm=&fromPublicationDate=1910-09-24&toPublicationDate=1910-09-24. Läst 8 augusti 2015.
55. ↑  ”Nyårsdagen: Premiärernas dag”. Dagens Nyheter:  s. 6. 2 januari 1911. http://arkivet.dn.se/arkivet/tidning/1911-01-02/14603/6. Läst 2 augusti 2015.
56. ↑  Bo Bergman (21 januari 1911). ”Schillers Wallenstein på Svenska teatern”. Dagens Nyheter:  s. 6. http://arkivet.dn.se/arkivet/tidning/1911-01-21/14621/6. Läst 2 augusti 2015.
57. ↑  Bo Bergman (5 mars 1911). ”'Gösta Berling' på scenen: Premiären på Svenska teatern”. Dagens Nyheter:  s. 1. http://arkivet.dn.se/arkivet/tidning/1911-03-05/14664/1. Läst 2 augusti 2015.
58. ↑  Bo Bergman (2 maj 1911). ”Fru Betty Nansens gästspel: 'En fru för mycket' på Svenska teatern”. Dagens Nyheter:  s. 6. http://arkivet.dn.se/arkivet/tidning/1911-05-02/14719/6. Läst 2 augusti 2015.
59. ↑  Bo Bergman (2 september 1911). ”Premiären af 'Gardesofficeren' på Svenska teatern”. Dagens Nyheter:  s. 7. http://arkivet.dn.se/arkivet/tidning/1911-09-02/14839/7. Läst 2 augusti 2015.
60. ↑  ”Teater, konst, litteratur”. Dagens Nyheter:  s. 8. 31 augusti 1911. http://arkivet.dn.se/arkivet/tidning/1911-08-31/14837/8. Läst 2 augusti 2015.
61. ↑  ”Teater, konst, litteratur”. Dagens Nyheter:  s. 7. 16 november 1911. http://arkivet.dn.se/arkivet/tidning/1911-11-16/14914/7. Läst 2 augusti 2015.
62. ↑  Bo Bergman (7 december 1911). ”Teater, konst, litteratur”. Dagens Nyheter:  s. 8. http://arkivet.dn.se/arkivet/tidning/1911-12-07/14935/8. Läst 2 augusti 2015.
63. ↑  ”'Quo Vadis?' på Svenska teatern”. Dagens Nyheter:  s. 1. 3 mars 1912. http://arkivet.dn.se/arkivet/tidning/1912-03-03/15018/1. Läst 2 augusti 2015.
64. ↑  Bo Bergman (5 maj 1912). ”Svenska teaterns vårprogram: 'De fem frankfurtarna'”. Dagens Nyheter:  s. 9. http://arkivet.dn.se/arkivet/tidning/1912-05-05/15078/9. Läst 2 augusti 2015.
65. ↑  ”Teater, konst, litteratur”. Dagens Nyheter:  s. 9. 5 mars 1914. https://arkivet.dn.se/sok/?searchTerm=&fromPublicationDate=1914-03-05&toPublicationDate=1914-03-05. Läst 29 augusti 2015.
66. ↑  ”Muntra fruarna i Windsor”. Musikverket. http://calmview.musikverk.se/CalmView/Record.aspx?src=CalmView.Performance&id=PERF29379&pos=64. Läst 14 maj 2016.
67. ↑  ”Lorensbergsteaterns öde”. Dagens Nyheter:  s. 7. 3 oktober 1917. http://arkivet.dn.se/arkivet/tidning/1917-10-03/267/7. Läst 20 juli 2015.
68. ↑  ”Teater Musik”. Dagens Nyheter:  s. 8. 11 december 1917. http://arkivet.dn.se/arkivet/tidning/1917-12-11/336/8. Läst 20 juli 2015.
69. ↑  ”Teater Musik”. Dagens Nyheter:  s. 6. 12 april 1919. http://arkivet.dn.se/arkivet/tidning/1919-04-12/99/6. Läst 21 juli 2015.
70. ↑  ”Segergudinnan”. Musikverket. http://calmview.musikverk.se/CalmView/Record.aspx?src=CalmView.Performance&id=PERF29438&pos=116. Läst 19 maj 2016.
71. ↑  ”Aigretten”. Musikverket. http://calmview.musikverk.se/CalmView/Record.aspx?src=CalmView.Performance&id=PERF29442&pos=120. Läst 23 maj 2016.
72. ↑  Bo Bergman (9 maj 1920). ”'För mycken kärlek' på Intima teatern”. Dagens Nyheter:  s. 9. http://arkivet.dn.se/arkivet/tidning/1920-05-09/124/9. Läst 23 maj 2016.
73. ↑  ”Öga för öga”. Musikverket. http://calmview.musikverk.se/CalmView/Record.aspx?src=CalmView.Performance&id=PERF29446&pos=122. Läst 23 maj 2016.
74. ↑  ”Min far hade rätt!”. Musikverket. http://calmview.musikverk.se/CalmView/Record.aspx?src=CalmView.Performance&id=PERF29447&pos=123. Läst 23 maj 2016.
75. 1 2  ”Teater och Musik”. Dagens Nyheter:  s. 10. 22 maj 1922. http://arkivet.dn.se/arkivet/tidning/1922-05-22/136/10. Läst 24 juli 2015.
76. 1 2  ”Babyn”. Musikverket. http://calmview.musikverk.se/CalmView/Record.aspx?src=CalmView.Performance&id=PERF22158&pos=14. Läst 4 april  2016.
77. ↑  Bo Bergman (11 oktober 1925). ”'Brutna vingar' på Vasateatern”. Dagens Nyheter:  s. 11. http://arkivet.dn.se/arkivet/tidning/1925-10-11/276/11. Läst 29 augusti 2015.
78. ↑  ”Det stora barndopet”. Musikverket. http://calmview.musikverk.se/CalmView/Record.aspx?src=CalmView.Performance&id=PERF22441&pos=318. Läst 11 juli 2015.
79. ↑  Bo Bergman (7 februari 1926). ”'De nya herrarna' på Vasateatern”. Dagens Nyheter:  s. 11. http://arkivet.dn.se/arkivet/tidning/1926-02-07/36/11. Läst 2 augusti 2015.
80. ↑  ”Morfars hus”. Musikverket. http://calmview.musikverk.se/CalmView/Record.aspx?src=CalmView.Performance&id=PERF14410&pos=321. Läst 11 juli 2015.
81. ↑  Bo Bergman (17 januari 1926). ”'Morfars hus' på Vasateatern”. Dagens Nyheter:  s. 18. http://arkivet.dn.se/arkivet/tidning/1926-01-17/15/18. Läst 6 januari 2016.
82. ↑  ”Teater och Musik”. Dagens Nyheter:  s. 10. 12 november 1926. http://arkivet.dn.se/arkivet/tidning/1926-11-12/308/10. Läst 2 augusti 2015.
83. 1 2  Teateralmanack 1927 i Svenska Dagbladets Årsbok – femte årgången, händelserna 1927 (1928) s. 109
84. ↑  Bo Bergman (23 september 1927). ”'Dibbuk' på Oscarsteatern”. Dagens Nyheter:  s. 10. http://arkivet.dn.se/arkivet/tidning/1927-09-23/258/10. Läst 6 januari 2016.
85. ↑  Teateralmanack 1928 i Svenska Dagbladets Årsbok – sjätte årgången, händelserna 1928 (1929) s. 143
86. ↑  Bo Bergman (12 februari 1928). ”'Rötmånad' på Oscarsteatern”. Dagens Nyheter:  s. 14. http://arkivet.dn.se/arkivet/tidning/1928-02-12/41/14. Läst 6 januari 2016.
87. ↑  ”Rötmånad”. Musikverket. http://calmview.musikverk.se/CalmView/Record.aspx?src=CalmView.Performance&id=PERF24991&pos=132. Läst 11 juni 2015.